# 桑皺翅緣金花蟲
桑皺翅緣金花蟲（学名：Abirus fortuneii）为金花蟲科皺翅緣金花蟲屬下的一个种。